# Diopsis subfasciata
Diopsis subfasciata är en tvåvingeart som beskrevs av Macquart 1843. Diopsis subfasciata ingår i släktet Diopsis och familjen Diopsidae. Inga underarter finns listade i Catalogue of Life.